# 비판적 인종 이론
비판적 인종 이론(批判的 人種理論, 영어: critical race theory, CRT)은 비판적 이론의 적용과 인종, 법, 권력의 교차에서 사회와 문화의 비판적 점검에 초점을 둔 사회과학이다

## 역사
비판적 인종 이론은 1970년대 중반에 몇 미국의 법학자들의 글에서 처음 드러나기 시작하였다.  데릭 벨, 알란 프리맨, 킴벌리 윌리엄스 크렌쇼, 리처드 델가도, 쉐릴 헤리스, 찰리 로랜스 3세,  마리 마스다, 패트리샤 윌리엄스등이다.  이 이론은 1980년대에 이르러 하나의 운동으로 등장하였으며, 비판적 법 연구의 재생산된 이론이 인종 문제에 집중하여 발전되었다.

## 주요 학자
이 이론을 발전시킨 학자는 데릭 벨, 패스리샤 윌리암스, 리처드 델가도, 킴버리 윌리엄스 크렌쇼 등이다.

## 주요 내용
- 백인 우월주의가 존재하며 법을 통해 권력을 유지하고 있다.
- 법과 인종의 권력간의 관계를 변화시키며, 인종적 해방과 반 종속주의를 확대하고 가능하게 만든다.

### 공통된 주제
- 진보주의를 비판: 이 이론의 학자들은 진보개념인 계몽주의의 합리성, 법적 평등, 헌법의 중립성, 증가주의, 인권운동의 단계적 접근방법에 의문을 갖고, 사회적 변혁에 대해 인종적인 접근을 선호한다.  또한 그들은 적극적 우대조치, 피부색 무시 등을 비판한다.
- 스토리텔링 기법:  내러티브(스토리텔링)을 사용하여 인종적 핍박을 받은 경험을 자세히 다루고 연구하는 것을 말한다. 특히, 토착인디언들의 이야기가 대표적인 예이다.
- 구조적 결정론: 법적인 사고 또는 문화의 구조가 그것의 내용을 어떻게 영향을 미치는가에 대한 탐구를 말한다.
- 상호교차성: 인종, 성별, 계급, 태어난 국가, 성적지향을 조사한 뒤, 그들 간의 결합되는 것이 어떻게 다양한 형태에서 역할을 하는가를 조사, 연구한다.

### 백인 우월주의
백인이 갖는 특권이 사회적으로 어떻게 구성된 것인지를 논한다. 예를 들어 어느 점포에서 백인이 있을 때 따라 다니지 않는다는지, 밤에 백인을 피해 다니지 않는 것등이다.

## 비판
이 이론에 대해 지적하는 이유는 이 이론이 사회적 재건주의에 기초하며 증거와 이유를 스토리 텔링으로 합성하였으며, 진실의 개념을 반대하고 반대자들은 진보주의를 반대하기 때문이다.

## 같이 보기
- 문화막시즘
- 다문화주의 vs 단문화주의
- 언더도그마
- 차별금지법
- 프랑크푸르트 학파
- 페이비언 협회
- 반동주의
- 신마르크스주의
- 비판 이론
- 강남좌파
- 조지 소로스 - 급진좌파 세력 최대후원자
- 프레이밍
- 급진적 여성주의
- 사회정의
- 좌익
- 신좌파
- 소셜 저스티스 워리어(SJW)
- 문화 패권
- 미국의 인종차별
- 미국의 노예 제도